# Lulep Rissájávrre
Lulep Rissájávrre, enligt tidigare ortografi Lulep Rissajaure, är en sjö i Jokkmokks kommun i Lappland och ingår i Luleälvens huvudavrinningsområde. Sjön har en area på 0,525 kvadratkilometer och ligger 900 meter över havet. Lulep Rissájávrre ligger i Padjelanta Natura 2000-område. Sjön avvattnas av vattendraget Rissájåhkå.

## Delavrinningsområde
Lulep Rissájávrre ingår i det delavrinningsområde (746945-155784) som SMHI kallar för Utloppet av Lulep Rissajaure. Medelhöjden är 944 meter över havet och ytan är 2,14 kvadratkilometer. Räknas de 6 avrinningsområdena uppströms in blir den ackumulerade arean 38,72 kvadratkilometer. Rissájåhkå som avvattnar avrinningsområdet har biflödesordning 5, vilket innebär att vattnet flödar genom totalt 5 vattendrag (Alep Sarvesjåhkå, Miellädno, Vuojatädno, Stora Luleälv, Luleälven) innan det når havet efter 458 kilometer. Avrinningsområdet består mestadels av kalfjäll (75 procent). Avrinningsområdet har 0,54 kvadratkilometer vattenytor vilket ger det en sjöprocent på 25,1 procent.